# Alfabeto nabateo
El alfabeto nabateo es el sistema de escritura consonántico que fue utilizado por los nabateos, a partir del siglo II a. C., para la escritura de su lengua. Fue tomado en base al alfabeto arameo a través de su versión siriaca y, a su vez, tuvo influencia en el desarrollo del alfabeto árabe desde el siglo IV; razón por la cual sus caracteres constituyen una escritura intermedia entre las semíticas más septentrionales (como la hebraica) y la arábiga.
Puede seguirse su desarrollo por numerosas inscripciones halladas principalmente en Wadi Rum y la ciudad de Petra, cuya tendencia indica la importancia que siguió teniendo la escritura aramea.

## Tabla
Tabla comparativa que muestra las letras del alfabeto nabateo, correspondientes a su primera etapa en el siglo II a. C., y sus equivalentes en otras escrituras semitas.
| Signo nabateo | Nombre hebreo | Letra siriaca | Letra hebrea | Letra árabe |
| ------------- | ------------- | ------------- | ------------ | ----------- |
|               | Álef          | ܐ             | א            | ا/ء         |
|               | Bet           | ܒ             | ב            | ب           |
|               | Guímel        | ܓ             | ג            | ج           |
|               | Dálet         | ܕ             | ד            | ﺩ           |
|               | Hei           | ܗ             | ה            | ه           |
|               | Vav           | ܘ             | ו            | ﻭ           |
|               | Zayn          | ܙ             | ז            | ﺯ           |
|               | Jet           | ܚ             | ח            | ح           |
|               | Thet          | ܛ             | ט            | ﻁ           |
|               | Yud           | ܝ             | י            | ي           |
|               | Kaf           | ܟ             | כ            | ﻛ/ك         |
|               | Lámed         | ܠ             | ל            | ل           |
|               | Mem           | ܡ             | מ            | م           |
|               | Nun           | ܢ             | נ            | ن           |
|               | Sámej         | ܣ             | ס            | س           |
|               | Ayn           | ܥ             | ע            | ع           |
|               | Pei           | ܦ             | פ            | ف           |
|               | Tzadi         | ܨ             | צּ            | ص           |
|               | Kuf           | ܩ             | ק            | ﻕ           |
|               | Reish         | ܪ             | ר            | ﺭ           |
|               | Shin          | ܫ             | שׁ            | س، ش        |
|               | Taf           | ܬ             | ת            | ﺕ           |

## Galería

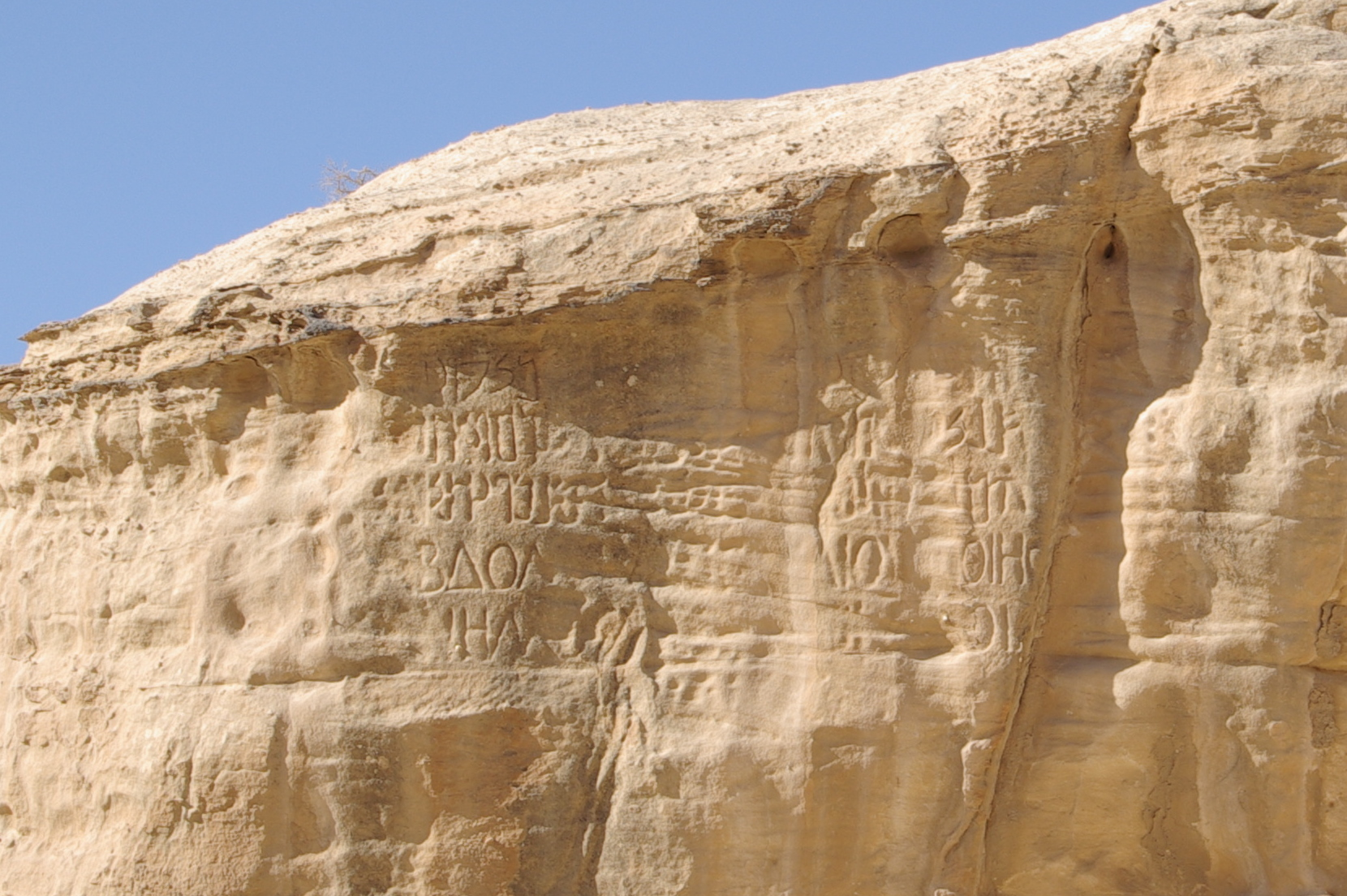
Inscripción bilingüe nabateo-griega sobre roca caliza, en Petra, Jordania
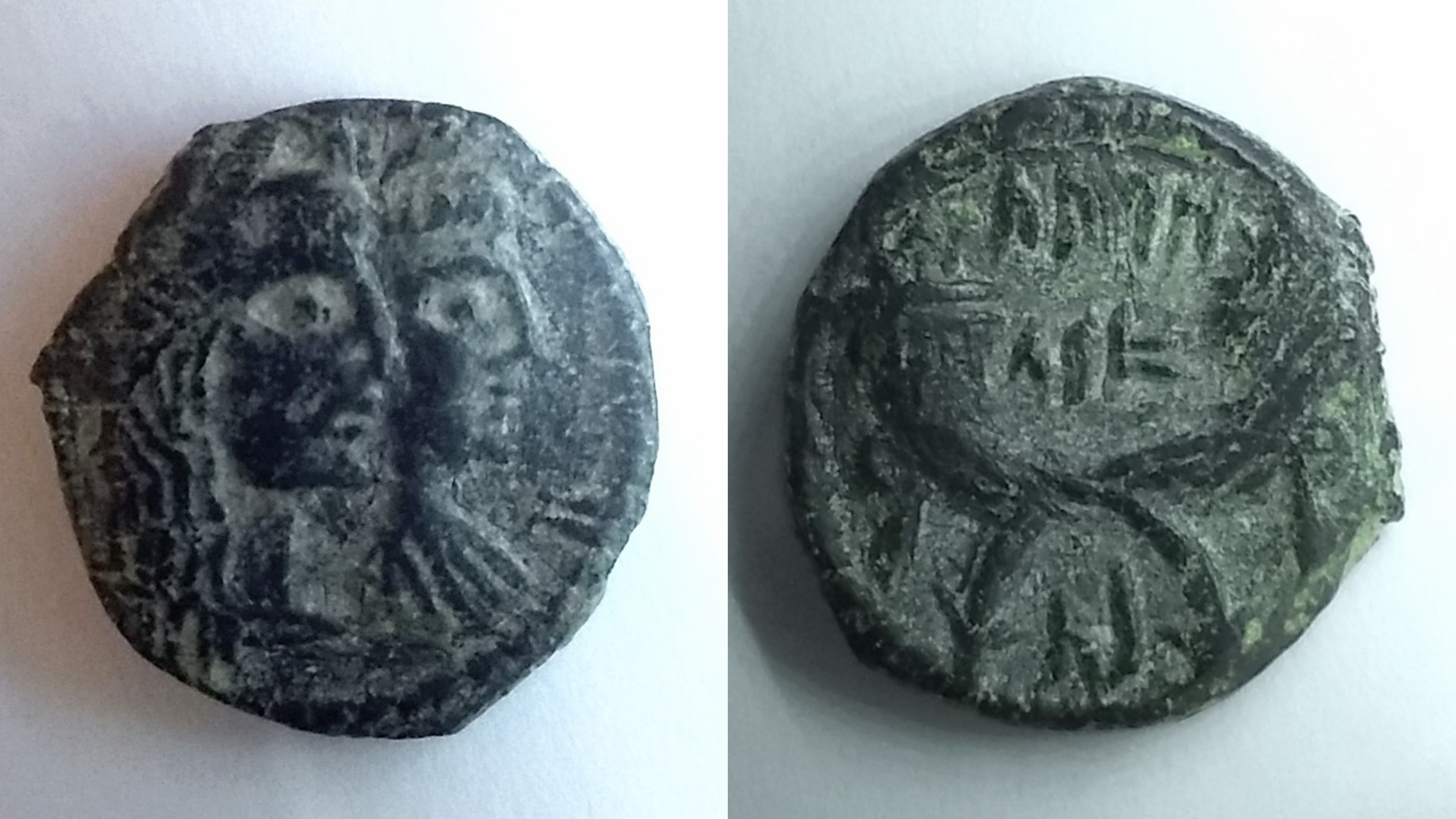
Moneda con nombres de Aretas IV (1ª línea) y Shaqilath (2ª y 3ª, ŠQYLT), Reino nabateo
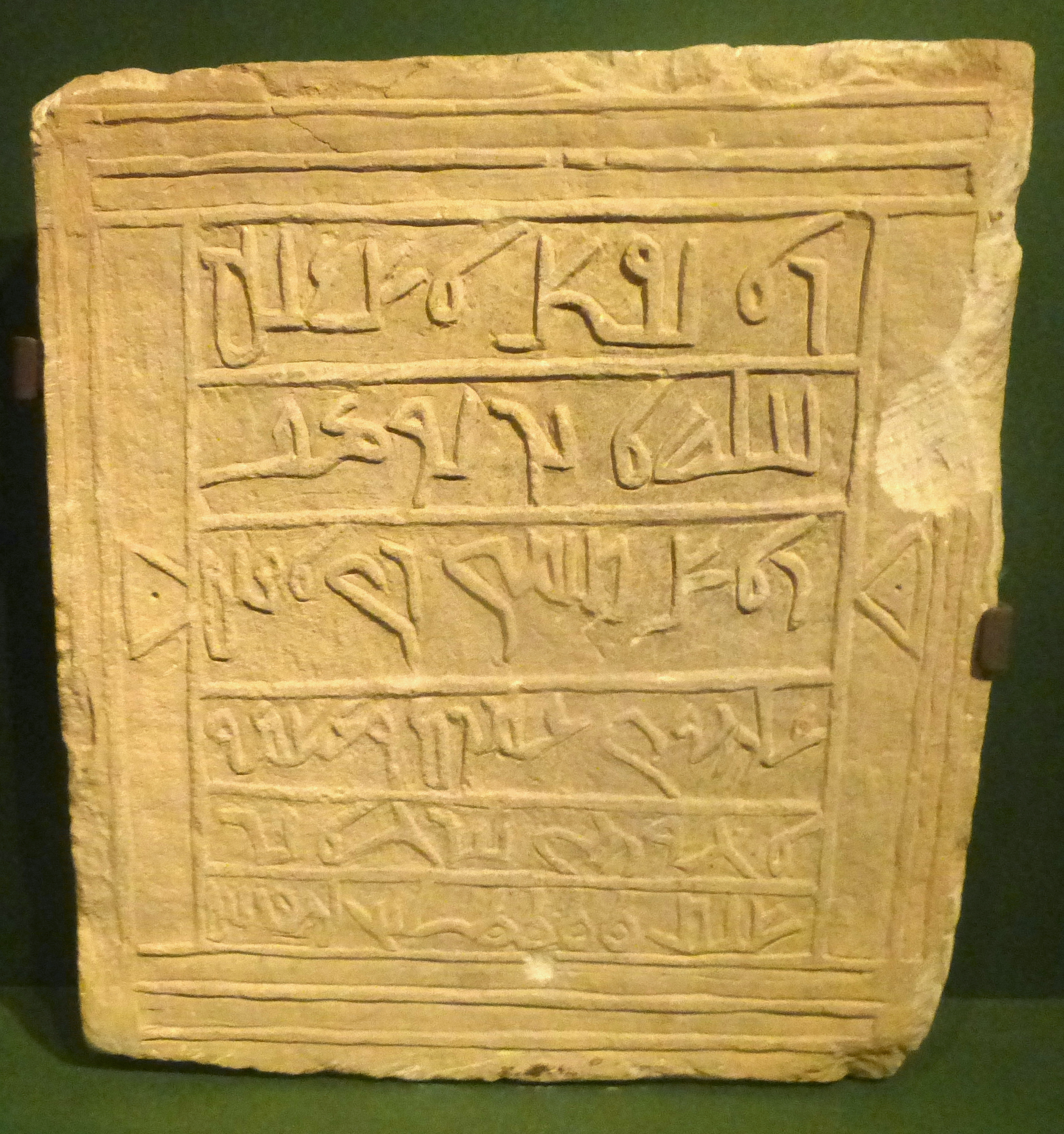
Inscripión perteneciente a la exposición "Caminos de Arabia", Arabia Saudí
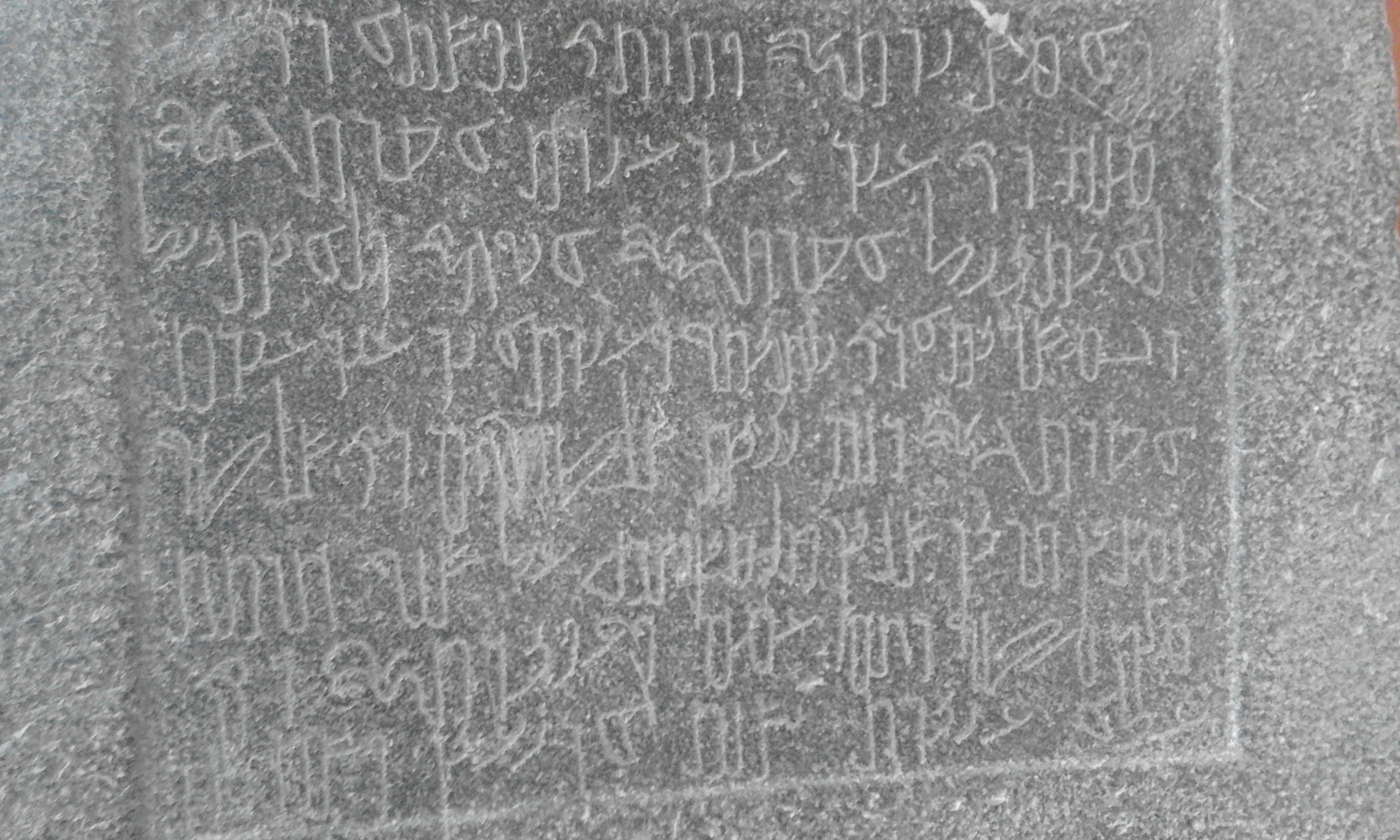
Inscription funeraria en basalto, 37 a. C., Madaba, Jordania
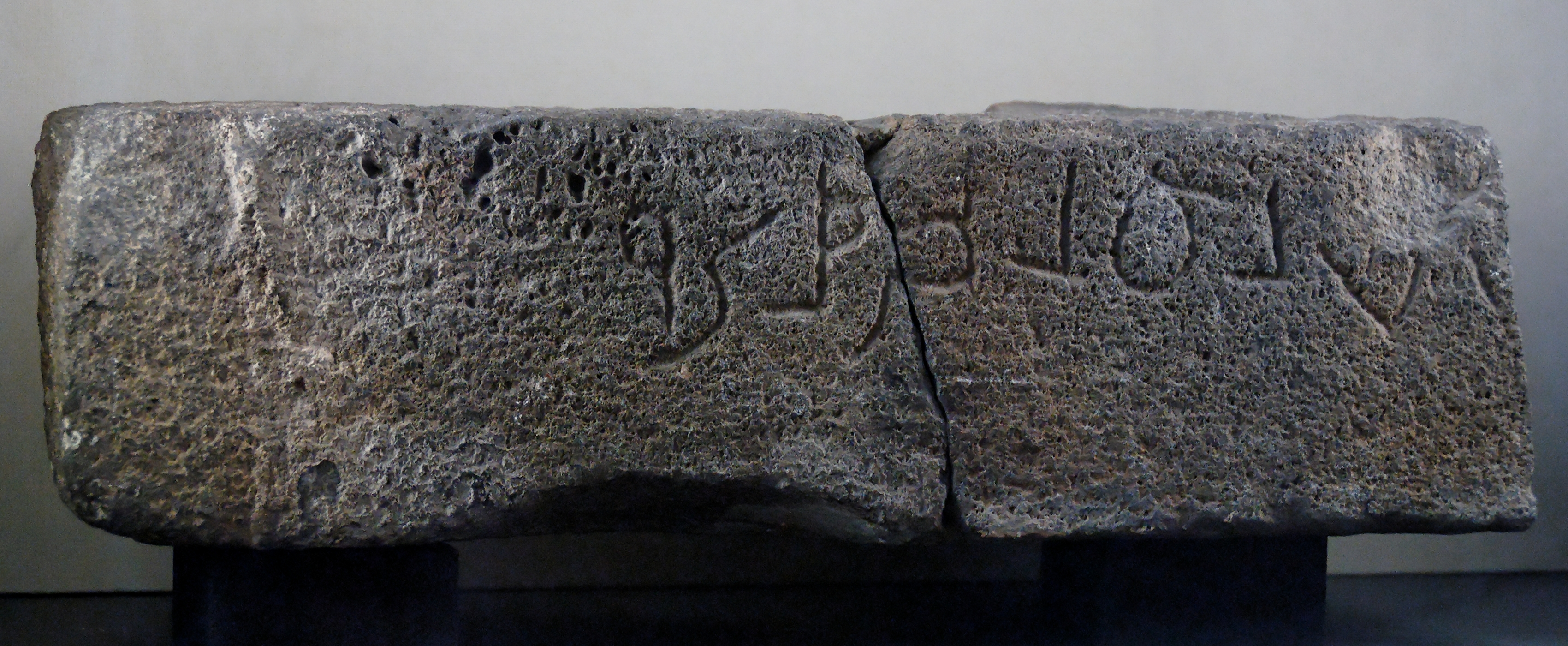
Dedicatoria sobre basalto al dios Qasiu, siglo I d. C., encontrada en Sia, Haurán, Siria
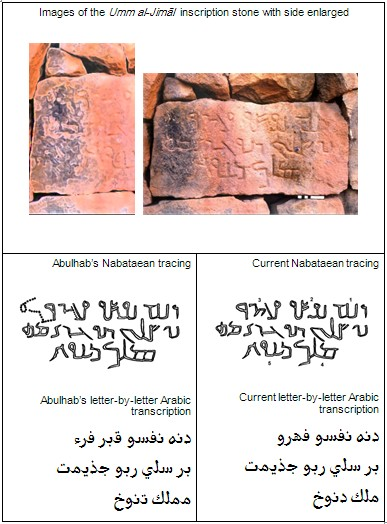
Inscripción de Umm al-Jimal, Jordania
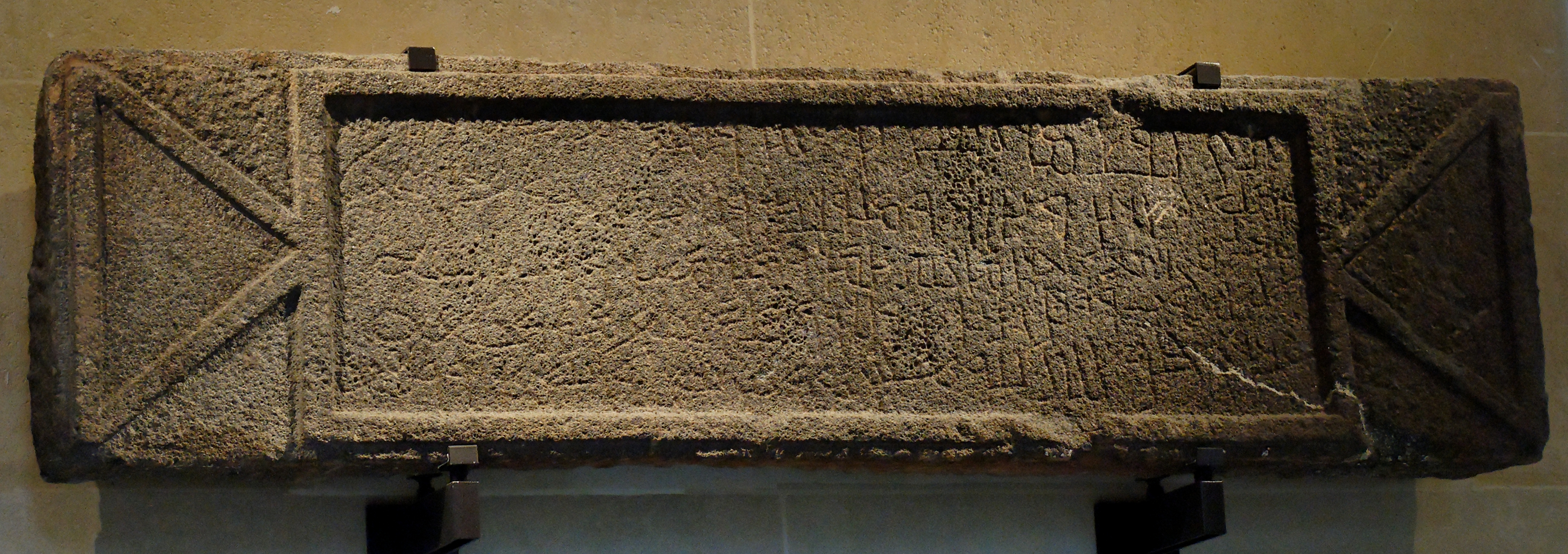
Inscripción de Namara, epitafio del rey lájmida Imru al-Qays ibn Amr, siglo IV, Shahba, Siria
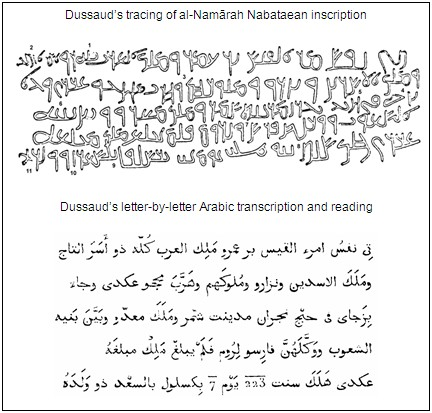
Inscripción de Namara: transcripción al árabe

## Unicode
El alfabeto arameo (U+10880–U+108AF) fue añadido al Estándar Unicode en junio de 2014 con la versión 7.0.
| Nabataean Official Unicode Consortium code chart (PDF)                              |   |   |   |   |   |   |   |   |   |   |   |   |   |   |   |   |
|                                                                                     | 0 | 1 | 2 | 3 | 4 | 5 | 6 | 7 | 8 | 9 | A | B | C | D | E | F |
| U+1088x                                                                             | 𐢀 | 𐢁 | 𐢂 | 𐢃 | 𐢄 | 𐢅 | 𐢆 | 𐢇 | 𐢈 | 𐢉 | 𐢊 | 𐢋 | 𐢌 | 𐢍 | 𐢎 | 𐢏 |
| U+1089x                                                                             | 𐢐 | 𐢑 | 𐢒 | 𐢓 | 𐢔 | 𐢕 | 𐢖 | 𐢗 | 𐢘 | 𐢙 | 𐢚 | 𐢛 | 𐢜 | 𐢝 | 𐢞 |   |
| U+108Ax                                                                             |   |   |   |   |   |   |   | 𐢧 | 𐢨 | 𐢩 | 𐢪 | 𐢫 | 𐢬 | 𐢭 | 𐢮 | 𐢯 |
| Notas Desde la versión Unicode 13.0 Las áreas grises indican segmentos no asignados |   |   |   |   |   |   |   |   |   |   |   |   |   |   |   |   |